# Steven Nzonzi
Steven Mike Christopher Nkemboanza Nzonzi (La Garenne-Colombes, 15 dicembre 1988) è un calciatore francese, centrocampista dello Stoke City. Con la nazionale francese si è laureato campione del mondo nel 2018.

## Biografia
Nasce in Francia da padre congolese e da madre francese.

## Caratteristiche tecniche
Dopo avere giocato da attaccante in gioventù, gioca da centrocampista in grado di giocare sia da interno di un centrocampo a 3 che in un centrocampo a 2. Bravo nel gioco aereo per via dei suoi 196 cm, dispone di buona visione di gioco (che gli consente di essere un buon recuperatore di palloni), ma pecca nel dinamismo.

## Carriera

### Club

#### Gli, Amiens
Inizia la sua carriera nelle giovanili dell'Amiens, dove, per caratteristiche fisiche, viene impostato come attaccante e successivamente da centrocampista offensivo. Nzonzi fa il suo debutto da professionista il 24 novembre 2007 in un match della coppa di Francia contro i dilettanti del Raismes. Il 15 aprile 2008 esordisce in campionato contro il Bastia giocando tutti i 90 minuti. L'anno successivo ha giocato ben 36 partite quasi sempre da titolare, ha anche segnato il suo primo gol da professionista in una sconfitta per 1-2 a Strasburgo in data 8 maggio 2009.

#### Blackburn e Stoke City
Nonostante la sua squadra sia retrocessa nella terza divisione francese, Nzonzi ha impressionato molti osservatori e a fine stagione è stato acquistato dagli inglesi del Blackburn Rovers per 500.000 euro. Con i Rovers colleziona in tre stagioni 96 presenze e 5 reti tra Premier, Championship e coppe inglesi.
Il 30 agosto 2012 passa allo Stoke City per 4,4 milioni di euro. In tre stagioni mette a referto 120 presenze e 7 reti in tutte le competizioni, e al termine della stagione 2014-2015 viene nominato calciatore dell'anno del club.

#### Siviglia

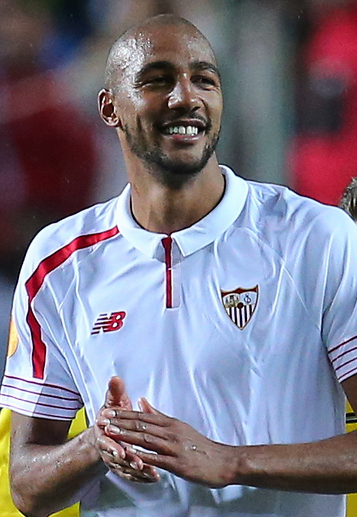
Nzonzi con la maglia del Siviglia nel 2016.

Il 9 luglio 2015 viene ufficializzato il suo arrivo al Siviglia per circa 10 milioni di euro, con una clausola rescissoria pari a 30 milioni; il centrocampista ha firmato un contratto quadriennale. Il 23 ottobre 2016 segna la rete decisiva nella vittoria 1-0 contro l'Atletico Madrid. Il 31 gennaio 2017 rinnova il suo contratto sino al giugno 2020, con il club andaluso raccoglie in tre anni tra tutte le competizioni, 136 presenze segnando 8 reti. Con il Siviglia si è peraltro fregiato della vittoria dell'Europa League.

#### Roma e prestiti a Galatasaray e Rennes

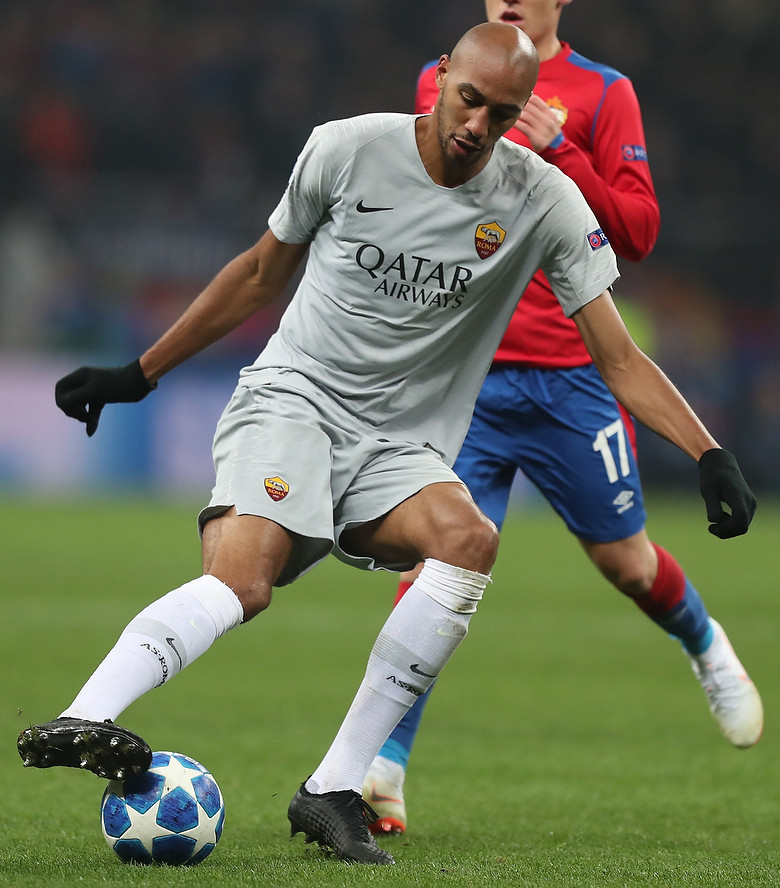
Nzonzi con la Roma nel 2018.

Il 14 agosto 2018 viene ufficializzato il suo trasferimento alla Roma a fronte di un corrispettivo di 30 milioni (26 fissi più 4 di bonus). Debutta alla seconda giornata di campionato, nel pareggio casalingo con l'Atalanta il 27 agosto, subentrando ad inizio ripresa a Cristante. Il 6 ottobre 2018 segna il suo primo gol con i giallorossi, aprendo le marcature nel 2-0 in casa dell'Empoli.
Il 16 agosto 2019, dopo una sola stagione (per giunta difficoltosa) con i capitolini, viene ufficializzato il suo passaggio al Galatasaray in prestito oneroso, con opzione di acquisto. Debutta con il club turco il 25 agosto seguente, disputando per intero il match di campionato contro il Konyaspor. Il 18 settembre 2019, Nzonzi fa la sua prima apparizione in Champions League con il Galatasaray, in occasione del match contro il Club Bruges. Il 13 dicembre viene escluso dal club turco per motivi disciplinari.
Il 31 gennaio 2020 rientra alla Roma e viene ceduto in prestito al Rennes. In virtù del terzo posto ottenuto dalla squadra, con conseguente qualificazione in Champions League, rimane un altro anno in prestito al Rennes. Il 19 giugno 2021 i rossoneri annunciano la fine del rapporto con il giocatore che fa così ritorno a Roma.

#### Al-Rayyan e Konyaspor
Dopo essere stato messo ai margini della rosa dal tecnico giallorosso José Mourinho, il 28 settembre 2021 il francese si trasferisce a titolo gratuito ai qatarioti dell'Al-Rayyan, con cui sottoscrive un accordo biennale.
Il 25 agosto 2023 sottoscrive un accordo annuale con i turchi del Konyaspor, squadra di Süper Lig.

#### Sepahan e ritorno allo Stoke City
Rimasto senza squadra, il 17 agosto 2024 trova un accordo con gli iraniani dello Sepahan.
L'8 agosto 2025 ritorna dopo 10 anni allo Stoke City, in Football League Championship, a parametro zero.

### Nazionale
Dal 2009 al 2010 ha giocato sei partite con la nazionale Under-21 francese. Nel gennaio 2011 ha ricevuto per la prima volta la chiamata della nazionale congolese, ma ha declinato la convocazione. Nel novembre 2016 ha riaperto le porte alla nazionale congolese in caso di un'eventuale chiamata, dichiarandosi disponibile in futuro a vestirne la maglia.
Il 2 novembre 2017 è stato convocato per la prima volta nella nazionale francese dal c.t. Didier Deschamps, per le partite amichevoli del 10 e 14 novembre rispettivamente contro Galles e Germania. Contro i gallesi ha debuttato in nazionale, rimpiazzando all'inizio della ripresa Corentin Tolisso. Nel maggio 2018 è stato inserito nella lista dei 23 giocatori convocati per il campionato del mondo del 2018, competizione che i Bleus hanno vinto; nel corso della rassegna Nzonzi è sceso in campo in cinque partite, in quattro delle quali da sostituto.

## Statistiche

### Presenze e reti nei club
Statistiche aggiornate all'8 agosto 2025.
| Stagione          | Squadra           | Campionato        | Campionato | Campionato | Coppe nazionali | Coppe nazionali | Coppe nazionali | Coppe continentali | Coppe continentali | Coppe continentali | Altre coppe | Altre coppe | Altre coppe | Totale | Totale |
| Stagione          | Squadra           | Comp              | Pres       | Reti       | Comp            | Pres            | Reti            | Comp               | Pres               | Reti               | Comp        | Pres        | Reti        | Pres   | Reti   |
| ----------------- | ----------------- | ----------------- | ---------- | ---------- | --------------- | --------------- | --------------- | ------------------ | ------------------ | ------------------ | ----------- | ----------- | ----------- | ------ | ------ |
| 2006-2007         | Amiens            | L2                | 3          | 0          | CF+CdL          | 2+0             | 0               | -                  | -                  | -                  | -           | -           | -           | 5      | 0      |
| 2007-2008         | Amiens            | L2                | 34         | 1          | CF+CdL          | 1+1             | 0               | -                  | -                  | -                  | -           | -           | -           | 36     | 1      |
| Totale Amiens     | Totale Amiens     | Totale Amiens     | 37         | 1          |                 | 4               | 0               |                    | -                  | -                  |             | -           | -           | 41     | 1      |
| 2009-2010         | Blackburn Rovers  | PL                | 33         | 2          | FACup+CdL       | 0+5             | 0               | -                  | -                  | -                  | -           | -           | -           | 38     | 2      |
| 2010-2011         | Blackburn Rovers  | PL                | 21         | 1          | FACup+CdL       | 1+2             | 0               | -                  | -                  | -                  | -           | -           | -           | 24     | 1      |
| 2011-2012         | Blackburn Rovers  | PL                | 32         | 2          | FACup+CdL       | 1+1             | 0               | -                  | -                  | -                  | -           | -           | -           | 34     | 2      |
| Totale Blackburn  | Totale Blackburn  | Totale Blackburn  | 86         | 5          |                 | 10              | 0               |                    | -                  | -                  |             | -           | -           | 96     | 5      |
| 2012-2013         | Stoke City        | PL                | 35         | 1          | FACup+CdL       | 3+0             | 0               | -                  | -                  | -                  | -           | -           | -           | 38     | 1      |
| 2013-2014         | Stoke City        | PL                | 36         | 2          | FACup+CdL       | 2+2             | 0               | -                  | -                  | -                  | -           | -           | -           | 40     | 2      |
| 2014-2015         | Stoke City        | PL                | 38         | 3          | FACup+CdL       | 2+2             | 0+1             | -                  | -                  | -                  | -           | -           | -           | 42     | 4      |
| Totale Stoke City | Totale Stoke City | Totale Stoke City | 109        | 6          |                 | 11              | 1               |                    | -                  | -                  |             | -           | -           | 120    | 7      |
| 2015-2016         | Siviglia          | PD                | 28         | 3          | CR              | 6               | 1               | UCL+UEL            | 5+7                | 0                  | SU          | 0           | 0           | 46     | 4      |
| 2016-2017         | Siviglia          | PD                | 35         | 2          | CR              | 1               | 0               | UCL                | 8                  | 1                  | SU+SS       | 1+1         | 0           | 46     | 3      |
| 2017-2018         | Siviglia          | PD                | 27         | 1          | CR              | 7               | 0               | UCL                | 10                 | 0                  | -           | -           | -           | 44     | 1      |
| Totale Siviglia   | Totale Siviglia   | Totale Siviglia   | 90         | 6          |                 | 14              | 1               |                    | 30                 | 1                  |             | 2           | 0           | 136    | 8      |
| 2018-2019         | Roma              | A                 | 30         | 1          | CI              | 1               | 0               | UCL                | 8                  | 0                  | -           | -           | -           | 39     | 1      |
| 2019-gen. 2020    | Galatasaray       | SL                | 10         | 0          | TK              | 0               | 0               | UCL                | 5                  | 0                  | TS          | 0           | 0           | 15     | 0      |
| gen.-giu. 2020    | Rennes            | L1                | 5          | 0          | CF+CdL          | 2+0             | 0+0             | -                  | -                  | -                  | -           | -           | -           | 7      | 0      |
| 2020-2021         | Rennes            | L1                | 34         | 1          | CF              | 0               | 0               | UCL                | 5                  | 0                  | -           | -           | -           | 39     | 1      |
| Totale Rennes     | Totale Rennes     | Totale Rennes     | 39         | 1          |                 | 2               | 0               |                    | 5                  | 0                  |             | -           | -           | 46     | 1      |
| set. 2021-2022    | Al-Rayyan         | QSL               | 17         | 1          | CQ+CSQ          | 1+2             | 0+1             | ACL                | -                  | -                  | -           | -           | -           | 20     | 2      |
| 2022-2023         | Al-Rayyan         | QSL               | 22         | 1          | CQ+CSQ          | 2+1             | 0               | ACL                | 7                  | 3                  | -           | -           | -           | 32     | 4      |
| Totale Al-Rayyan  | Totale Al-Rayyan  | Totale Al-Rayyan  | 39         | 2          |                 | 6               | 1               |                    | 7                  | 3                  |             | -           | -           | 52     | 6      |
| 2023-2024         | Konyaspor         | SL                | 33         | 4          | TK              | 3               | 0               | -                  | -                  | -                  | -           | -           | -           | 36     | 4      |
| 2024-2025         | Sepahan           | IPL               | 24         | 1          | CI              | 3               | 0               | AFC+AFC2           | 0+6                | 0+1                | SI          | 1           | 1           | 33     | 3      |
| 2025-2026         | Stoke City        | EFL               | -          | -          | FACup+CdL       | -               | -               | -                  | -                  | -                  | -           | -           | -           | -      | -      |
| Totale Stoke City | Totale Stoke City | Totale Stoke City | 109        | 6          |                 | 11              | 1               |                    | -                  | -                  |             | -           | -           | 120    | 7      |
| Totale carriera   | Totale carriera   | Totale carriera   | 497        | 27         |                 | 53              | 3               |                    | 61                 | 5                  |             | 3           | 1           | 608    | 37     |

### Cronologia presenze e reti in nazionale
| Cronologia completa delle presenze e delle reti in nazionale ― Francia | Cronologia completa delle presenze e delle reti in nazionale ― Francia | Cronologia completa delle presenze e delle reti in nazionale ― Francia | Cronologia completa delle presenze e delle reti in nazionale ― Francia | Cronologia completa delle presenze e delle reti in nazionale ― Francia | Cronologia completa delle presenze e delle reti in nazionale ― Francia | Cronologia completa delle presenze e delle reti in nazionale ― Francia | Cronologia completa delle presenze e delle reti in nazionale ― Francia |
| Data                                                                   | Città                                                                  | In casa                                                                | Risultato                                                              | Ospiti                                                                 | Competizione                                                           | Reti                                                                   | Note                                                                   |
| ---------------------------------------------------------------------- | ---------------------------------------------------------------------- | ---------------------------------------------------------------------- | ---------------------------------------------------------------------- | ---------------------------------------------------------------------- | ---------------------------------------------------------------------- | ---------------------------------------------------------------------- | ---------------------------------------------------------------------- |
| 10-11-2017                                                             | Saint-Denis                                                            | Francia                                                                | 2 – 0                                                                  | Galles                                                                 | Amichevole                                                             | -                                                                      | 46’                                                                    |
| 14-11-2017                                                             | Colonia                                                                | Germania                                                               | 2 – 2                                                                  | Francia                                                                | Amichevole                                                             | -                                                                      | 64’                                                                    |
| 28-5-2018                                                              | Saint-Denis                                                            | Francia                                                                | 2 – 0                                                                  | Irlanda                                                                | Amichevole                                                             | -                                                                      |                                                                        |
| 1-6-2018                                                               | Nizza                                                                  | Francia                                                                | 3 – 1                                                                  | Italia                                                                 | Amichevole                                                             | -                                                                      | 86’                                                                    |
| 21-6-2018                                                              | Ekaterinburg                                                           | Francia                                                                | 1 – 0                                                                  | Perù                                                                   | Mondiali 2018 - 1º turno                                               | -                                                                      | 89’                                                                    |
| 26-6-2018                                                              | Mosca                                                                  | Danimarca                                                              | 0 – 0                                                                  | Francia                                                                | Mondiali 2018 - 1º turno                                               | -                                                                      |                                                                        |
| 6-7-2018                                                               | Nižnij Novgorod                                                        | Uruguay                                                                | 0 – 2                                                                  | Francia                                                                | Mondiali 2018 - Quarti di finale                                       | -                                                                      | 80’                                                                    |
| 10-7-2018                                                              | San Pietroburgo                                                        | Francia                                                                | 1 – 0                                                                  | Belgio                                                                 | Mondiali 2018 - Semifinale                                             | -                                                                      | 85’                                                                    |
| 15-7-2018                                                              | Mosca                                                                  | Francia                                                                | 4 – 2                                                                  | Croazia                                                                | Mondiali 2018 - Finale                                                 | -                                                                      | 55’                                                                    |
| 9-9-2018                                                               | Parigi                                                                 | Francia                                                                | 2 – 1                                                                  | Paesi Bassi                                                            | UEFA Nations League 2018-2019 - 1º turno                               | -                                                                      | 81’                                                                    |
| 11-10-2018                                                             | Guingamp                                                               | Francia                                                                | 2 – 2                                                                  | Islanda                                                                | Amichevole                                                             | -                                                                      |                                                                        |
| 16-10-2018                                                             | Saint-Denis                                                            | Francia                                                                | 2 – 1                                                                  | Germania                                                               | UEFA Nations League 2018-2019 - 1º turno                               | -                                                                      | 90+4’                                                                  |
| 16-11-2018                                                             | Rotterdam                                                              | Paesi Bassi                                                            | 2 – 0                                                                  | Francia                                                                | UEFA Nations League 2018-2019 - 1º turno                               | -                                                                      | 81’                                                                    |
| 20-11-2018                                                             | Saint-Denis                                                            | Francia                                                                | 1 – 0                                                                  | Uruguay                                                                | Amichevole                                                             | -                                                                      | 62’                                                                    |
| 5-9-2020                                                               | Solna                                                                  | Svezia                                                                 | 0 – 1                                                                  | Francia                                                                | UEFA Nations League 2020-2021 - 1º turno                               | -                                                                      | 90+2’                                                                  |
| 8-9-2020                                                               | Saint-Denis                                                            | Francia                                                                | 4 – 2                                                                  | Croazia                                                                | UEFA Nations League 2020-2021 - 1º turno                               | -                                                                      | 68’                                                                    |
| 7-10-2020                                                              | Saint-Denis                                                            | Francia                                                                | 7 – 1                                                                  | Ucraina                                                                | Amichevole                                                             | -                                                                      |                                                                        |
| 14-10-2020                                                             | Zagabria                                                               | Croazia                                                                | 1 – 2                                                                  | Francia                                                                | UEFA Nations League 2020-2021 - 1º turno                               | -                                                                      |                                                                        |
| 11-11-2020                                                             | Saint-Denis                                                            | Francia                                                                | 0 – 2                                                                  | Finlandia                                                              | Amichevole                                                             | -                                                                      |                                                                        |
| 17-11-2020                                                             | Saint-Denis                                                            | Francia                                                                | 4 – 2                                                                  | Svezia                                                                 | UEFA Nations League 2020-2021 - 1º turno                               | -                                                                      | 78’                                                                    |
| Totale                                                                 |                                                                        | Presenze                                                               | 20                                                                     |                                                                        | Reti                                                                   | 0                                                                      |                                                                        |

| Cronologia completa delle presenze e delle reti in nazionale ― Francia under 21 | Cronologia completa delle presenze e delle reti in nazionale ― Francia under 21 | Cronologia completa delle presenze e delle reti in nazionale ― Francia under 21 | Cronologia completa delle presenze e delle reti in nazionale ― Francia under 21 | Cronologia completa delle presenze e delle reti in nazionale ― Francia under 21 | Cronologia completa delle presenze e delle reti in nazionale ― Francia under 21 | Cronologia completa delle presenze e delle reti in nazionale ― Francia under 21 | Cronologia completa delle presenze e delle reti in nazionale ― Francia under 21 |
| Data                                                                            | Città                                                                           | In casa                                                                         | Risultato                                                                       | Ospiti                                                                          | Competizione                                                                    | Reti                                                                            | Note                                                                            |
| ------------------------------------------------------------------------------- | ------------------------------------------------------------------------------- | ------------------------------------------------------------------------------- | ------------------------------------------------------------------------------- | ------------------------------------------------------------------------------- | ------------------------------------------------------------------------------- | ------------------------------------------------------------------------------- | ------------------------------------------------------------------------------- |
| 9-10-2009                                                                       | Ta' Qali                                                                        | Malta under 21                                                                  | 0 – 2                                                                           | Francia under 21                                                                | Qual. Europeo Under-21 2011                                                     | -                                                                               | 58’                                                                             |
| 13-10-2009                                                                      | Bruxelles                                                                       | Belgio under 21                                                                 | 0 – 0                                                                           | Francia under 21                                                                | Qual. Europeo Under-21 2011                                                     | -                                                                               |                                                                                 |
| 13-11-2009                                                                      | Tours                                                                           | Francia under 20                                                                | 1 – 1                                                                           | Tunisia under 21                                                                | Amichevole                                                                      | -                                                                               | 46’                                                                             |
| 17-11-2009                                                                      | Saint-Denis                                                                     | Francia under 21                                                                | 1 – 0                                                                           | Slovenia under 21                                                               | Qual. Europeo Under-21 2011                                                     | -                                                                               | 55’                                                                             |
| 2-3-2010                                                                        | Reims                                                                           | Francia under 21                                                                | 3 – 1                                                                           | Croazia under 21                                                                | Amichevole                                                                      | -                                                                               | 83’                                                                             |
| 11-8-2010                                                                       | Saint-Denis                                                                     | Francia under 21                                                                | 0 – 1                                                                           | Belgio under 21                                                                 | Qual. Europeo Under-21 2011                                                     | -                                                                               | 58’                                                                             |
| Totale                                                                          |                                                                                 | Presenze                                                                        | 6                                                                               |                                                                                 | Reti                                                                            | 0                                                                               |                                                                                 |

## Palmarès

### Club

#### Competizioni nazionali
- Supercoppa d'Iran: 1

Sepahan: 2024

#### Competizioni internazionali
- UEFA Europa League: 1

Siviglia: 2015-2016

### Nazionale
- Campionato mondiale: 1

Russia 2018

### Individuale
- Squadra della stagione della UEFA Europa League: 1

2015-2016